# Portico (Langzeitarchivierung)
Portico ist ein seit 2005 bestehendes System zur Langzeitarchivierung digitaler Objekte der US-amerikanischen Non-Profit-Organisation Ithaka.
Ähnliche Systeme zur Langzeitarchivierung sind LOCKSS sowie das auf LOCKSS aufsetzende CLOCKSS (controlled LOCKSS).

## Funktionsweise
Das von Portico verwaltete Archiv speichert Kopien digitaler Objekte (E-Journals, E-Books, Datenbanken) auf Servern im Portico-Produktionssystem in Princeton sowie redundant an verschiedenen geographisch verteilten Backup-Systemen. Im März 2020 beinhaltet das Archiv mehr als 31.000 E-Journals und über 1,1 Millionen E-Books. Die Portico nutzenden und finanzierenden über 1.000 Bibliotheken und mehr als 600 Verlage sichern sich mit Hilfe von Portico für den Fall ab, dass der Zugang zu digitalen Objekten nicht mehr durch den Verlag gewährleistet werden kann. Wenn durch bestimmte „Trigger Events“ eine Bibliothek keinen Zugang mehr zu einem Verlagsangebot hat, tritt automatisch die Portico-Sicherung ein. Dabei erhält die Bibliothek Zugriff auf eine Kopie des jeweiligen digitalen Angebots, welches im Portico-Archiv gespeichert ist. Bis zum März 2020 trat dieser Fall schon 125 Mal ein und diese 125 Titel sind nun über Portico zugänglich.
Trigger-Events sind dabei
- das Einstellen von Verlagstätigkeiten,
- das Einstellen der Publikation eines Titels,
- wenn „Back issues“ nicht mehr vom Verlag bereitgestellt werden,
- und wenn eine Verlagsplattform mehr als 90 Tage lang nicht zugänglich ist.[5]

Portico verwendet (Meta-)Datenstandards wie METS, MPEG-21 und OAIS.

## Einsatz im DFG-Projekt NatHosting
Portico wird in Kombination mit einem Private LOCKSS-Network (PLN) im DFG-Projekt NatHosting eingesetzt. Portico wird hierbei primär für das Angebot größerer Verlage, ein Private LOCKSS-Network für den „long tail“ kleinerer besonders ausfallgefährdeter Verlage verwendet.